# كوالا فهغ
كوالا فهغ هي مدينة ومقيم في بلدة بيكان الملكية، في فهغ بماليزيا. كوالا فهغ تعني فهغ السفلى أو "مصب نهر فهغ"؛ وهو المكان الذي يصب فيه نهر فهغ في بحر الصين الجنوبي.